# Aplocheilichthys
Aplocheilichthys es un género de peces actinopeterigios de agua dulce, distribuidos por ríos de África.

## Especies
Existen 19 especies reconocidas en este género:
- Aplocheilichthys antinorii (Vinciguerra, 1883)
- Aplocheilichthys atripinna (Pfeffer, 1896)
- Aplocheilichthys brichardi (Poll, 1971)
- Aplocheilichthys bukobanus (Ahl, 1924)
- Aplocheilichthys centralis Seegers, 1996
- Aplocheilichthys hutereaui (Boulenger, 1913)
- Aplocheilichthys jeanneli (Pellegrin, 1935)
- Aplocheilichthys johnstoni (Günther, 1894)
- Aplocheilichthys kingii (Boulenger, 1913)
- Aplocheilichthys kongoranensis (Ahl, 1924)
- Aplocheilichthys lacustris Seegers, 1984
- Aplocheilichthys lualabaensis (Poll, 1938)
- Aplocheilichthys macrurus (Boulenger, 1904)
- Aplocheilichthys mahagiensis David & Poll, 1937
- Aplocheilichthys myaposae (Boulenger, 1908)
- Aplocheilichthys myersi Poll, 1952
- Aplocheilichthys rudolfianus (Worthington, 1932)
- Aplocheilichthys spilauchen (Duméril, 1861)
- Aplocheilichthys vitschumbaensis Ahl, 1924

Además de una especie de taxonomía en discusión:
- Aplocheilichthys fuelleborni Ahl, 1924.[4]